# Ingegroeide nagel
Ingegroeide nagel of unguis incarnatus of onychocryptose is een veelvoorkomende oorzaak van ontstekingen. Het komt vooral voor aan de nagels van de grote teen, waarbij zowel de binnenste (mediale) als de buitstenste (laterale) rand aangedaan kunnen zijn. De ontsteking ontstaat doordat de rand van de nagel in het nagelbed drukt: het afweersysteem kan enerzijds reageren op de nagel (vreemdlichaamsreactie), anderzijds is de barrière voor bacteriën doorbroken. Het is niet precies duidelijk waarom de nagel gaat ingroeien, maar waarschijnlijk heeft het wel iets te maken met druk van schoeisel en het feit of de persoon al dan niet nagelbijt.

## Behandeling
- Geprobeerd kan worden met een wattenrolletje de nagel van opzij iets op te tillen, om het ingroeien terug te draaien. Een podotherapeut kan ook met klemmetjes de nagelwal terugduwen.
- Soms wordt de nagel (door een arts) versmald, door er in de lengte een strookje af te knippen. Omdat bij het doorgroeien van de nagel de klachten vaak terugkeren, kan het nodig zijn de nagelmatrix (waar vanuit de nagel groeit) te vernietigen. Daardoor blijft de nagel blijvend smaller. Een manier om dit te bereiken is aanstippen met een fenoloplossing.
- Wegsnijden van de nagelwal (Vandenbos-procedure): de huid naast de nagel wordt ruim weggesneden, met de nagel zelf wordt niets gedaan. De wond moet vanzelf dichtgroeien. Dit duurt ca. 5 weken.
- De nagel correct laten knippen. Een nagel hoort men op de juiste manier te knippen, vandaar als men deze te kort of onjuist knipt, deze ingroeit. Men dient de nagel recht te knippen maar niet korter dan de sulcus (nagelwal). Of indien mogelijk met het gepast materiaal in een U-vorm zodanig dat de nagelranden langer blijven dan de sulcus zelf.[1]